# XTAR-EUR
O XTAR-EUR é um satélite de comunicação geoestacionário construído pela Space Systems/Loral (SS/L). Ele está localizado na posição orbital de 29 graus de longitude leste e é operado pela XTAR. O satélite foi baseado na plataforma LS-1300 e sua expectativa de vida útil é de 15 anos.

## História
O satélite XTAR-EUR, lançado em 2005, traz doze transponders em banda X de alta potência de banda larga e operar a partir de um slot orbital na região do Oceano Índico a 29 graus leste. O XTAR-EUR foi projetado para operar com terminais de comunicações de defesa existentes e previstos em todo o mundo.
A XTAR LLC é uma empresa de comunicações por satélite comprometida em atender as necessidades dos governos estadunidense, espanhol e aliados. A empresa é uma joint venture entre a Loral, que detém 56 por cento, e Hisdesat, que detém os outros 44 por cento. A XTAR está sediada em Washington, DC, e tem escritórios em Madrid, Espanha, e Palo Alto, na Califórnia.
A empresa XTAR começou a oferecer seus serviços de banda X para usuários do governo dos Estados Unidos, Espanha e outros países amigos e aliados logo após o lançamento do satélite e a realização de testes em órbita. O serviço está disponível na altamente desejada posição orbital de 29 graus de longitude leste proporcionando uma cobertura que se estende do Atlântico Leste para o Sudeste Asiático.

## Lançamento
O lançamento do satélite ao espaço ocorreu com sucesso no dia 12 de fevereiro de 2005 às 21:03 UTC, por meio de um veículo Ariane 5 ECA, a partir do Centro Espacial de Kourou, na Guiana Francesa, juntamente com os satélites MaqSat B2 e Sloshsat-FLEVO. Ele tinha uma massa de lançamento de 3 631 kg.

## Capacidade e cobertura
O XTAR-EUR é equipado com 12 transponders em banda X (6 RHCP + 6 LHCP) para fornecer cobertura na parte oriental do Brasil e do Oceano Atlântico, em toda a Europa, África, Oriente Médio, Extremo Oriente e Cingapura.